# Triaenodes jakutanus
Triaenodes jakutanus là một loài Trichoptera trong họ Leptoceridae.Loài này được tìm thấy ở miền Cổ bắc và miền Tân bắc.